# Albert Schretzenmayr
Albert Schretzenmayr (* 2. Januar 1906 in München; † 16. Februar 1995) war ein deutscher Internist und Standespolitiker.

## Leben
Schretzenmayr war Sohn eines Gymnasiallehrers. Er studierte an den Universitäten Tübingen, Greifswald, Rostock und Wien Medizin. Er war Mitglied der musischen Studentenverbindung AMV Stochdorphia Tübingen im SV. 1929 wurde er in Rostock zum Dr. med. promoviert. Von 1929 bis 1933 war er Assistenzarzt an der Medizinischen Universitätspoliklinik in Rostock. Er war dort wissenschaftlicher Mitarbeiter des Internisten Georg Ganter. Von 1933 bis 1936 arbeitete Schretzenmayr an der Medizinischen Universitätsklinik in Köln, wo er sich 1935 für Innere Medizin habilitierte. 1936 wurde er zum Dozenten und 1938 zum apl. Professor ernannt wurde. Von 1936 bis 1939 war er Leiter der Medizinischen Klinik des Militärkrankenhauses in Kanton/China. Danach war er bis 1944 Chefarzt der Medizinischen Klinik am Stadtkrankenhaus Gdingen und bis 1945 Chefarzt der Medizinischen Klinik und Diakonissenkrankenhauses in Bromberg. 
Ab 1949 war Schretzenmayr als Internist am Diakonissenkrankenhaus in Augsburg tätig. Im selben Jahr wurde er zum 1. Vorsitzenden des Ärztlichen Kreisverbandes Augsburg und des Ärztlichen Bezirksverbandes Schwaben gewählt und blieb dies über 30 Jahre. Lange gehörte er dem Vorstand der Bayerischen Landeskammer an. Schretzenmayr war jahrelang in der ärztlichen Fortbildung aktiv. Von 1952 bis 1979 war er Vorsitzender des Deutschen Senats für ärztliche Fortbildung der Bundesärztekammer. Er war Initiator und langjähriger Kongressgestalter der Internationalen Fortbildungskongresse der Bundesärztekammer und der Österreichischen Ärztekammer. Lange Jahre war er Chefredakteur der Zeitschrift „Monatskurse für die ärztliche Fortbildung“ (Köln).

## Auszeichnungen
- Verdienstorden der Italienischen Republik, Komtur (1959)
- Bayerischer Verdienstorden (1962)
- Bundesverdienstkreuz Erster Klasse (1970)
- Paracelsus-Medaille (1971)
- Verdienstorden der Italienischen Republik, Großoffizier (1972)
- Großes Bundesverdienstkreuz (1975)
- Ehrenzeichen für Verdienste um die Republik Österreich